# Alto Paraná (Paraguay)
Pour les articles homonymes, voir Alto Paraná.
Le département de l'Alto Paraná (en espagnol : Departamento de Alto Paraná) est un des 17 départements du Paraguay. Son code ISO 3166-2 est PA-10.

## Capitale
Sa capitale, Ciudad del Este (25°42' S, 54°63' W) fut fondée en 1957. Elle a d'abord porté le nom de Puerto Flor de Lis, puis, jusqu'en 1989, celui de Puerto Presidente Stroessner du nom du dictateur Alfredo Stroessner. Elle comptait 239 500 habitants en 2003.

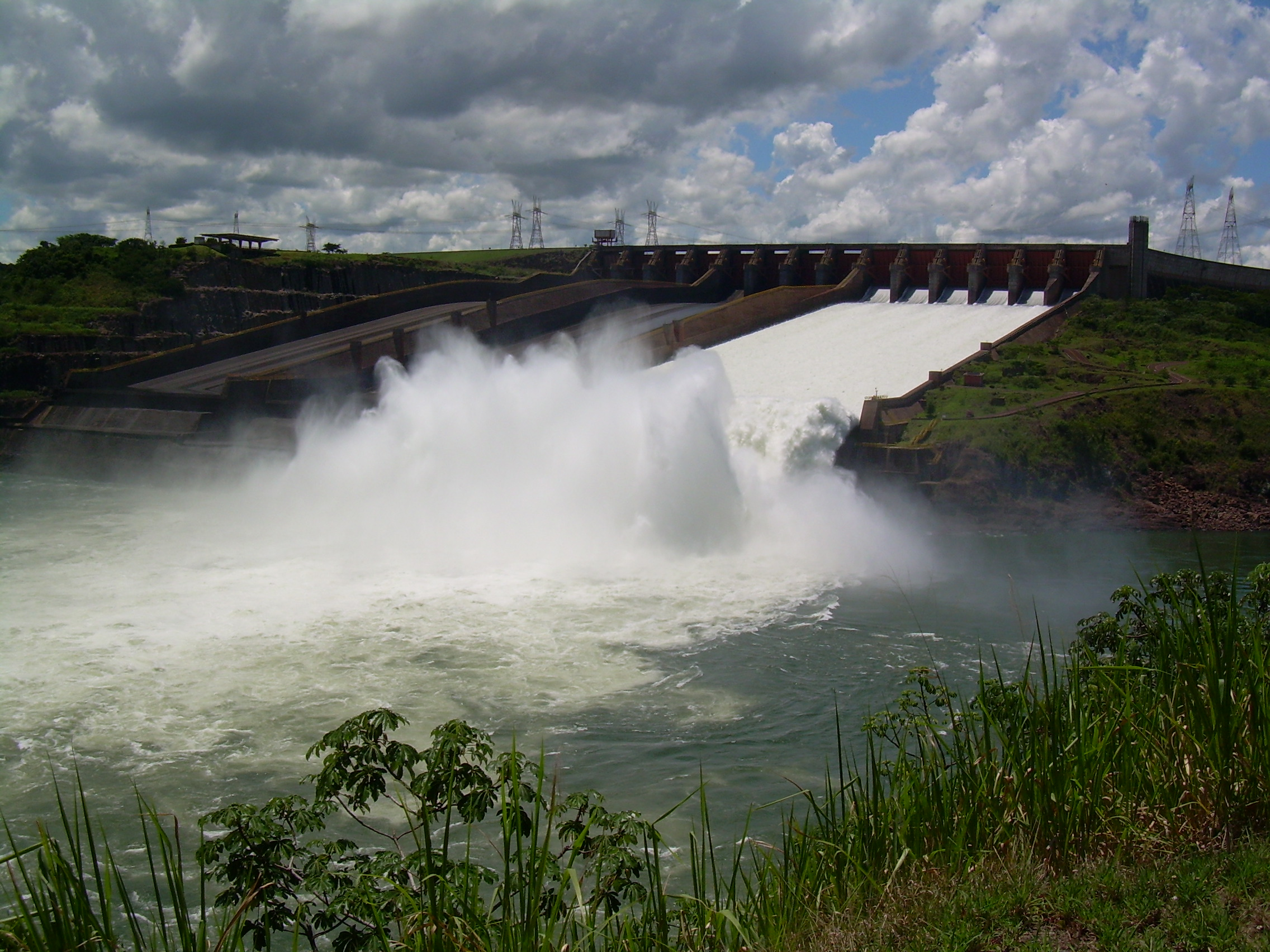
Barrage hydroélectrique d'Itaipú

## Districts
Ce department est divisé en 20 districts:
1. Ciudad del Este
2. Doctor Juan León Mallorquín
3. Domingo Martínez de Irala
4. Hernandarias
5. Iruña
6. Itakyry
7. Juan Emilio O'Leary
8. Los Cedrales
9. Mbaracayú
10. Minga Guazú
11. Minga Porá
12. Ñacunday
13. Naranjal
14. Presidente Franco
15. San Alberto
16. San Cristóbal
17. Santa Rita
18. Santa Rosa del Monday
19. Yguazú
20. Santa Fé (nouveau district ou municipalité qui divise la ville de Hernandaríaz)